# Francuska Misja Wojskowa w Polsce

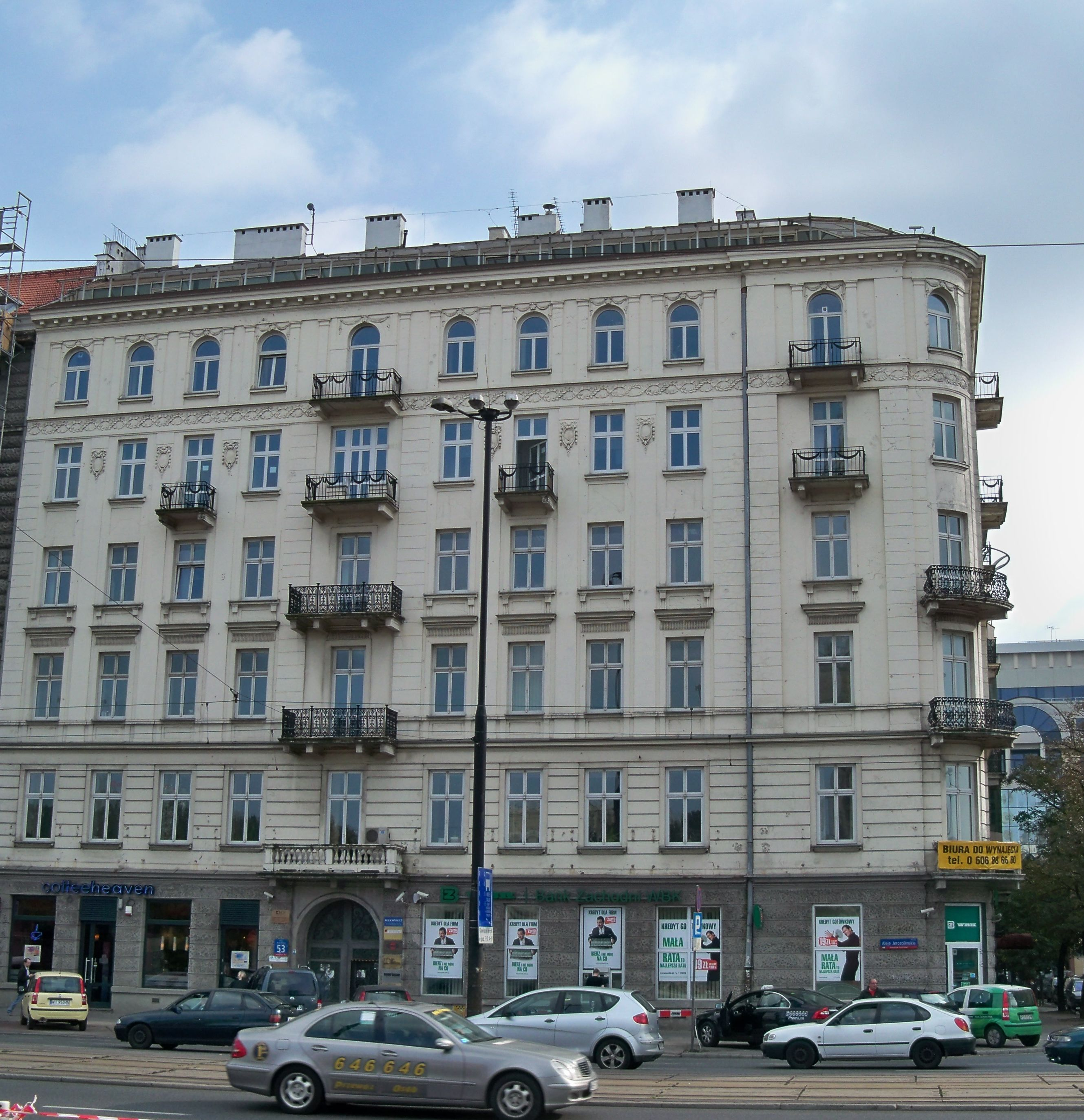
Budynek dawnego hotelu Narodowego, po II wojnie światowej hotelu Central w Al. Jerozolimskich 47, obecnie 53; jedna z siedzib Francuskiej Misji Wojskowej, służąca Misji Morskiej (1924-1926)

Francuska Misja Wojskowa w Polsce (fr. La Mission militaire française en Pologne) – francuska misja wojskowa wspierająca Wojsko Polskie po zakończeniu I wojny światowej (1919–1932), m.in. przeciwko siłom bolszewickim.
Dokumenty wytworzone przez tę misję są jednym z zespołów akt Centralnego Archiwum Wojskowego. Misja nie wchodziła do struktur ówczesnego przedstawicielstwa dyplomatycznego Francji w Polsce lecz podlegała resortowi obrony tego kraju.

## Szefowie Misji[3]
- 1919–1920 – gen. dyw. Paul Henrys
- 1920–1921 – gen. dyw. Henri Niessel
- 1921–1926 – gen. dyw. Charles Dupont
- 1926–1928 – gen. dyw. Charles Charpy
- 1928–1931 – gen. bryg. Victor Denain
- 1931–1932 – płk dypl. René Prioux

## Delegaci misji
- Gdańsk – mjr Lorillard
- Kamieniec Podolski – mjr Muller
- Kraków – ppłk d’Orne d’Alincourt
- Lwów – płk de Renty
- Mińsk – mjr d’Aubigny
- Poznań – płk Georges Marquet
- Rembertów – płk Antoine Baudelaire, mjr Jean Toussaint
- Wilno – ppłk Renoux

## Siedziba
Początkowo mieściła się w Warszawie w hotelu Europejskim przy ul. Krakowskie Przedmieście 13 (1919), następnie w pałacu Raczyńskich przy ul. Krakowskie Przedmieście 5, część określana Misją Morską (fr. Mission Navale) w hotelu Narodowym w al. Jerozolimskich 47 (1924–1926).